# Alejandro de Tomaso
Alejandro de Tomaso (tudi Alessandro de Tomaso), argentinsko-italijanski dirkač Formule 1, * 10. julij 1928, Buenos Aires, Argentina, † 21. maj 2003, Modena, Italija.
Alejandro de Tomaso je pokojni argentinsko-italijanski dirkač Formule 1. V svoji karieri je nastopil le na dveh dirkah, Veliki nagradi Argentine v sezoni 1957, kjer je z dirkalnikom Ferrari 500/625 manjšega moštva Scuderia Centro Sud zasedel deveto mesto z več kot devetimi krogi zaostanka za zmagovalcem, in Veliki nagradi ZDA v sezoni 1959, kjer je z dirkalnikom Cooper T43 moštva Automobili O.S.C.A. odstopil v trinajstem krogu zaradi odpovedi zavornega sistema. Bolj uspešen kot dirkač je bil kot ustanovitelj in dolgoletni vodja avtomobilske tovarne in dirkaškega moštva De Tomaso Modena SpA. Umrl je leta 2003.

## Popolni rezultati Formule 1
(legenda) (odebeljene dirke pomenijo najboljši štartni položaj, poševne pa najhitrejši krog, †-uvrščen kljub odstopu)
| Leto | Moštvo              | Šasija          | Motor               | 1     | 2   | 3   | 4   | 5  | 6   | 7   | 8   | 9       | Prv | Toč |
| ---- | ------------------- | --------------- | ------------------- | ----- | --- | --- | --- | -- | --- | --- | --- | ------- | --- | --- |
| 1957 | Scuderia Centro Sud | Ferrari 500/625 | Ferrari Straight-4  | ARG 9 | MON | 500 | FRA | VB | NEM | PES | ITA |         | -   | 0   |
| 1959 | Automobili O.S.C.A. | Cooper T43      | O.S.C.A. Straight-4 | MON   | 500 | NIZ | FRA | VB | NEM | POR | ITA | ZDA Ret | -   | 0   |